# Barletta
Barletta là một đô thị và thành phố (comune) tỉnh lỵ tỉnh Barletta-Andria-Trani, vùng Apulia đông nam nước Ý. Đô thị Barletta có diện tích 146,91 km2, dân số thời điểm 31 tháng 5 năm 2010 là 94.459 người. Đây là thành phố lớn thứ 54 theo dân số tại Ý. Thành phố có Colossus Barletta, một tượng đồng của hoàng đế Roma (có lẽ là Theodosius II).